# 宍戸元忠
宍戸 元忠（ししど もとただ）は、江戸時代前期の武士。毛利氏家臣で長州藩士。父は宍戸元真。

## 生涯
慶長12年（1607年）または慶長13年（1608年）、毛利氏家臣・宍戸元真の三男として生まれる。
元和7年（1621年）7月13日、毛利輝元の加冠状を受けて元服し、「元」の偏諱を与えられた。
寛永6年（1629年）11月1日、毛利秀就から「就」の偏諱と「半左衛門尉」の官途名を与えられる。なお、「就」の偏諱を与えられた後の諱は不明。
元禄3年（1690年）6月7日に死去。享年83または84。子の知忠が後を継いだ。

## 系譜
- 父：宍戸元真（1578-1648）
- 正室：不明
  - 男子：宍戸知忠（?-?） - 別名は宍戸信治[1]。幼名は虎松[1]。通称は七右衛門[1]。